# Grant Erickson
Grant Charles Erickson (Kanada, Saskatchewan, Pierceland, 1947. április 28. –) profi jégkorongozó.

## Karrier
Komolyabb juniér karrierjét az SJHL-ben az Estevan Bruins-ban kezdte 1965–1966-ban. 1966–1967-ben a csapat a CMJHL-be került. Egy évvel később a Oklahoma City Blazersbe került ahol 70 mérkőzésen 61 pontot szerzett. A következő idényben játszott az NHL-es Boston Bruinsban két mérkőzést amiken összesen egy gólt ütött majd a szezon többi részét a Oklahoma City Blazersben töltötte ahol 64 mérkőzésen 65 pontot szerzett. 1969–1970-ben négy mérkőzésen pályára lépett a Minnesota North Stars színeiben az NHL-ben de nem szerzett pontot. Ezután leküldték az Iowa Starsba ahol 68 mérkőzésen 69 pontot szerzett. 1970 és 1972 között az AHL-es Cleveland Baronsban szerepelt. 1972 és 1975 között a WHA-s Cleveland Crusadersben ment játszani, ami az NHL konkurense volt. Az 1975–1976-os idényben játszott a Syracuse Blazersben, a Phoenix Roadrunnersben és a Tucson Mavericksben is. 1976–1977-ben játszott a Rhode Island Redsben és a Oklahoma City Blazersben majd 1977-ben visszavonult.

## Díjai
- SJHL Az év újonca: 1966